# Blepharis cuspidata
Blepharis cuspidata är en akantusväxtart som beskrevs av Gustav Lindau. Blepharis cuspidata ingår i släktet Blepharis och familjen akantusväxter. Inga underarter finns listade i Catalogue of Life.